# Малый каприз
Малый каприз — памятник архитектуры. Архитектурный каприз расположен в Александровском парке Царского села над Подкапризовой дорогой.
Трёхцентровая арка шириной около 5 метров и примерно той же высоты была построена по проекту В. И. Неелова и И. Герарда в 1770—1772 годах для оформления переходов из Старого сада в Новый (из Екатерининского парка в Александровский). Сама арка сделана из грубо колотого известняка, стоит на тёсаном плитном цоколе, вокруг неё сделаны земляные насыпи, пологие подъёмы-спуски. Свод над проездом достигает в толщину двух метров.
В то же время была также построена другая арка, Большой каприз. Вместе они дали название разделяющей парки Подкапризовой дороге.
Согласно легенде, название аркам было дано по словам Екатерины II, сказавшей при подписании внушительных смет на создание арок: «Быть так, это мой каприз». По другой версии, название пошло от привычки Екатерины II, которая приказывала кучеру, куда ехать, лишь когда проезжала гауптвахту со шлагбаумом рядом с большей из арок.